# Acquacoltura

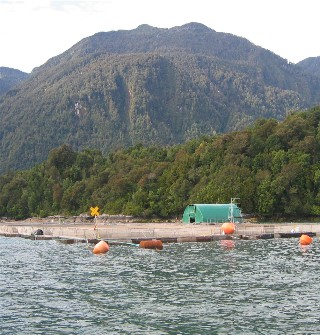
Un impianto di acquacoltura in Cile

L'acquacoltura, o acquicoltura, è l'allevamento di organismi acquatici, principalmente pesci, crostacei e molluschi, ma anche la produzione di alghe, in ambienti confinati e controllati dall'uomo. A seconda del tipo di allevamento, questi ambienti vengono denominati: peschiere, vivai, valli da pesca, anche chiamate gabbie marittime.

## Descrizione
L'acquacoltura si differenzia dalla pesca nel fatto che l'uomo non si limita ad attingere dagli stock naturali, ma crea le condizioni per un allevamento continuativo e controllato delle specie d'interesse.

## Storia

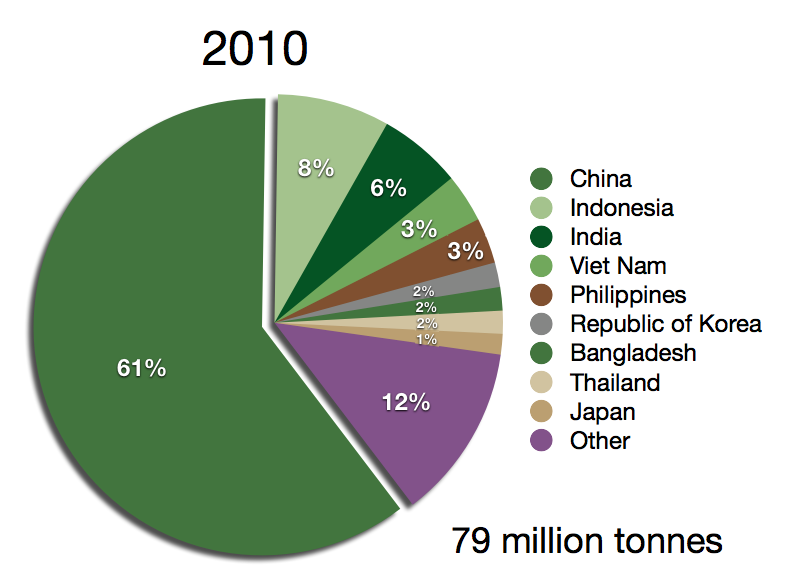
I maggiori paesi per pesce allevato in acquacoltura nel 2010

La pratica dell'acquacoltura è stata accertata fin da tempi molto antichi nell'economia di differenti civiltà; in un bassorilievo ritrovato nella tomba egizia di Aktihetep, risalente al 2500 a.C., è ritratto un uomo intento a raccogliere tilapie da uno stagno. Nello stesso periodo fu praticata in Cina e Fan Li, nel 500 a.C., scrisse il primo trattato conosciuto riguardo a questa tipologia d'allevamento. In seguito Fenici, Etruschi e Romani si interessarono all'allevamento dei pesci; i Romani in particolare allevavano le murene e le anguille in apposite vasche sulla costa laziale, sulle isole dell'arcipelago Toscano (come l'Isola del Giglio, o Ponza) e nella costa del Monte Conero; nel 1º secolo a.C. Sergio Orata avviò un allevamento di ostriche nella località di Baia, in Campania. In Europa divenne un fenomeno importante a partire dal Medioevo, per poi essere approfondito da Stephen Ludwig Jacobi nel 1741 che effettuò la prima fecondazione artificiale su delle trote di fiume.

### Situazione odierna

La quantità di pesce raccolto in tutto il mondo, espressa in milioni di tonnellate. In blu il pesce pescato nei laghi, mari e oceani, in verde quello in acquacoltura

L'acquacoltura costituisce oggi un settore economico molto importante della produzione alimentare: nel 2010 ha contribuito per circa il 50% (circa 90 milioni di tonnellate) su un totale di circa 180 milioni di tonnellate di pesce pescato. La sua crescita nel mondo è molto rapida, per molte specie oltre il 10% annuo, mentre al contrario il contributo della pesca tradizionale è rimasto costante, se non in diminuzione nell'ultimo decennio.
Tra i prodotti da acquacoltura più diffusi, troviamo: il salmone, la tilapia, il pangasio, la carpa, il pesce latte, la trota iridea, l'orata, il branzino o spigola, i peneidi o mazzancolle (Penaeus spp.). In un caso la produzione da acquacoltura ha sostituito completamente il prelievo dall'ambiente selvatico, infatti tutta la produzione legale di caviale (persistono tuttora fenomeni di bracconaggio in alcuni paesi) proviene esclusivamente dalla storionicoltura.

## Tipi di acquacoltura

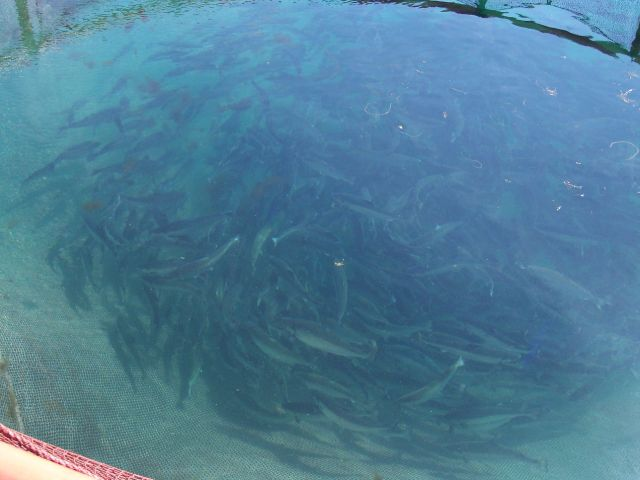
Allevamento di salmoni in Norvegia

L'acquacoltura può essere suddivisa in base alla densità di allevamento e in base all'ambiente in cui viene praticata.

### Suddivisione in base alla densità di allevamento
In base al tipo di gestione e all'intensità dei flussi energetici coinvolti, l'acquacoltura viene principalmente suddivisa in acquacoltura estensiva, intensiva e iperintensiva.

#### Acquacoltura estensiva
L'acquacoltura estensiva si svolge solitamente, ma non necessariamente, in estensioni piuttosto vaste, all'interno di ambienti nei quali i pesci si alimentano con i prodotti della catena alimentare naturale. L'uomo interviene principalmente introducendo esemplari giovani e controllando ove possibile il flusso dell'acqua. L'acquacoltura estensiva consente di conservare gli ecosistemi e il paesaggio delle zone umide costiere, delle lagune, degli stagni e dei laghi, tuttavia non è in grado di proteggere adeguatamente il pesce dalla predazione degli ittiofagi. L'acquacoltura estensiva marina viene praticata nelle lagune costiere, all'interno di strutture opportunamente confinate chiamate “valli da pesca” e prende spesso il nome di “vallicoltura”. Quella di acqua dolce viene praticata in stagni di varia dimensione e chiamata “stagnicoltura”. I pesci allevati con metodi estensivi presentano carni di qualità sostanzialmente equivalente a quelle degli animali selvatici.
In questo tipo di allevamento l'operatore si limita alla preparazione ottimale dei bacini destinati all'allevamento, controllando la natura e lo stato del loro fondo e degli argini, spesso aumentando la produttività naturale degli stessi attraverso la concimazione preventiva. La semina del novellame, la pesca, la selezione e il controllo dello stato sanitario del pesce fanno parte della gestione, ma il pesce cresce in funzione della densità di allevamento (kg di pesce per ettaro di superficie del bacino) e delle condizioni ambientali (natura del fondale, latitudine ed esposizione alla luce).
Sono questi i parametri che determinano la produttività primaria (produzione di biomassa vegetale fotosintetizzante, principalmente costituita da fitoplancton) e conseguentemente, tutta la catena trofica successiva (zooplancton e piccoli invertebrati). La fotosintesi delle microalghe, oltre a fornire indirettamente l'energia per la crescita degli animali allevati, produce l'ossigeno necessario alla respirazione dei pesci, riducendo contestualmente il biossido di carbonio e l'ammoniaca prodotti dagli stessi. Si tratta quindi di un sistema ambientale chiuso, con un minimo apporto di acqua necessario a compensare l'evaporazione e totalmente privo di impatti sull'ambiente (se si esclude l'intervento necessario alla creazione dei bacini che è risultato comunque devastante in particolari ecosistemi quale quello delle mangrovie).
Frequentemente nell'acquacoltura estensiva vengono allevate nello stesso ambiente più specie, con abitudini alimentari diverse, situazione definita "policoltura". Questo permette un miglior sfruttamento energetico delle risorse trofiche e un miglioramento della produttività del sistema.

#### Acquacoltura intensiva
Nell'acquacoltura intensiva, la densità di allevamento viene incrementata oltre la naturale produttività del bacino di allevamento mediante la somministrazione di alimenti naturali (pesce o cereali) o di mangimi formulati. Viene apportato un ricambio idrico costante che dipende dalla densità di allevamento e dalla quantità di alimenti somministrati. Nei casi meno intensivi, per mantenere un habitat stabile e per controllare la temperatura, è sufficiente fornire un ricambio idrico modesto (sistema semi-corrente); in altri è necessario un flusso più elevato per garantire l'asportazione costante delle deiezioni e dei cataboliti azotati. In questo modo gli impatti della produzione vengono trasferiti all'esterno dei bacini di allevamento e devono essere opportunamente attenuati prima che i reflui vengano versati nell'ambiente.

#### Acquacoltura iperintensiva
Nell'acquacoltura iperintensiva la densità di allevamento e la quantità di alimenti richiedono un continuo rinnovo dell'acqua con flussi tali da evitare la sedimentazione di solidi ("sistema corrente" o "raceways"). Nonostante l'apporto di ossigeno disciolto nell'acqua, è necessario controllarne il livello mediante erogazione diretta ed un continuo monitoraggio. Generalmente in questo tipo di allevamento vengono controllati molti parametri ambientali (temperatura, ossigeno, illuminazione, pH, salinità, ammoniaca) e i mangimi sono sempre formulati. L'impatto ambientale di questo tipo di allevamento dipende da molte variabili tra le quali il tipo di gestione, la specie allevata e la tecnologia dell'impianto produttivo.
Il sistema a ricircolo, noto nella letteratura tecnica internazionale come RAS  (Recirculated Aquaculture System) è il tipo di impianto più recente utilizzato nell'acquacoltura iperintensiva. In questi impianti l'acqua può essere sottoposta a diversi tipi di trattamento: meccanico, biologico, termico, riequilibrio gassoso, riequilibrio chimico e abbattimento batterico, ma il cuore basilare del sistema è rappresentato dal biofiltro. Questo è costituito da un sistema in grado di fornire, in uno spazio piuttosto contenuto, enormi superfici disponibili per l'attecchimento dei batteri Nitrosomonas e Nitrobacter che trasformano l'ammoniaca escreta dal pesce in nitrati, forma chimica dell'azoto meno tossica per il pesce. L'utilizzo di batteri denitrificanti, in presenza di una fonte di carbonio organico, consente l'eliminazione anche dei nitrati sotto forma di azoto gassoso. Questo approccio, che riproduce in spazi ridotti i processi naturali tipici dell'ambiente naturale, permette un notevole risparmio idrico, una riduzione delle emissioni azotate nell'ambiente esterno, offre un ottimo controllo dalla predazione, ma comporta generalmente un peggioramento della qualità organolettica del prodotto allevato a causa di composti organici liposolubili liberati da organismi presenti nel sistema.
Questi composti possono essere avere marcate proprietà sensoriali e concentrandosi nel pesce gli conferiscono difetti organolettici caratteristici (quali sentori di acqua stagnante o di fango). Grazie all'elevato grado di controllo su molti parametri ambientali e soprattutto sugli agenti patogeni, è particolarmente utilizzato per l'allestimento di avannotterie, strutture dedicate all'allevamento degli stadi giovanili dei pesci (avannotti), specialmente quando questi necessitano di particolari condizioni termiche o di qualità dell'acqua.
Un tipo di approccio che ha una lunga tradizione in Asia, ma che costituisce oggi un moderno campo di sperimentazione, è quello del sistema integrato noto nella letteratura scientifica come IMTA  (Integrated Multi-Trophic Aquaculture). Il concetto generale è quello di allevare e coltivare specie animali e vegetali diverse, utilizzando per la loro crescita parte delle perdite energetiche dovute alla produzione di ognuna di esse. Per esempio, le deiezioni e le escrezioni animali possono essere utilizzate per produrre piante o alghe e queste possono essere utilizzate come foraggio per altri animali. Questo tipo di approccio è particolarmente studiato dalla FAO per incrementare la disponibilità di cibo in aree sottosviluppate. Una declinazione particolare dell’approccio IMTA è l'acquaponica (contrazione del termine acquacoltura con idroponica) nella quale, all’interno di un RAS, la funzione di captare l’azoto (in forma di nitrati) dal sistema è affidato alla coltivazione di piante edibili o comunque dotate di un valore commerciale.

### Suddivisione in base all'ambiente
In base al tipo di ambiente nel quale l'acquacoltura viene esercitata, vengono solitamente distinte la maricoltura (di acqua salata), dall'acquacoltura continentale di acqua calda e da quella continentale di acqua fredda.

#### Maricoltura
La maricoltura può essere esercitata in impianti di gabbie galleggianti o in impianti costieri a terra. Questi ultimi possono essere di tipo estensivo, generalmente in ambienti lagunari (vallicoltura) o intensivo e organizzati in vasche con ricambio idrico forzato.  A seconda della distanza dalla costa e dal grado di riparo che questa può fornire alle gabbie dall'impatto delle onde e dal vento, si distinguono impianti in gabbie galleggianti offshore o inshore. I primi presentano maggiori difficoltà di gestione e strutture più costose, ma normalmente essendo situati al largo in acque profonde e soggette a forti correnti, non presentano problemi di accumulo di inquinanti sul fondale o deleteri fenomeni di ombreggiamento sullo stesso, i quali impattano sulla crescita delle fanerogame marine. Gli impianti inshore (o sottocosta) richiederebbero un'attenta valutazione degli impatti ambientali prima dell'installazione, questi dipendono principalmente dalla profondità dell'acqua, dalle correnti e dai venti dominanti, dalla superficie delle gabbie, dalla distanza tra di esse e dalla quantità di mangime somministrata al pesce. Va attentamente considerato anche l'impatto sulla navigazione e sul turismo locale, ma uno dei problemi più contestati agli impianti in gabbie sono la possibilità di fughe di pesce allevato e il conseguente rischio di riduzione della variabilità genetica delle popolazioni ittiche selvatiche. Questi eventi risultano particolarmente deleteri nel caso in cui vengano allevate specie alloctone (esotiche).
In Norvegia le licenze per l'installazione degli impianti sottocosta, tipicamente all'interno dei fiordi, prevedono il periodico spostamento dell'impianto per consentire all'ambiente il naturale recupero dell'equilibrio ecologico iniziale. Le produzioni più importanti da gabbie galleggianti sono costituite da salmone (in Norvegia, Scozia, Cile e Canada), dalle specie marine mediterranee, soprattutto orata e spigola e da quelle giapponesi. Particolarmente in Asia, l'allevamento in gabbie galleggianti viene anche utilizzato in laghi e fiumi d'acqua dolce per produrre, ad esempio, tilapia o pangasio.

#### Acqua fredda
L'acquacoltura di acqua fredda si dedica all'allevamento di salmonidi e a specie che richiedono temperature inferiori a 16 °C.

#### Acqua calda
L'acquacoltura di acqua calda riguarda l'allevamento dei ciprinidi (es. carpa e tinca), di varie specie di pescegatto, dell'anguilla, del persico spigola e in genere di tutte le specie che crescono meglio con temperature superiori a 24 °C.
Vengono allevate anche specie considerate d'acqua temperata che presentano un optimum termico attorno ai 20 °C, di questo gruppo tipicamente fanno parte tutte le specie di storioni (famiglia Acipenseridae), che costituiscono l'oggetto produttivo della storionicoltura finalizzata principalmente alla carne e al caviale, ma anche al ripopolamento in aree naturali.

## Bivalvicoltura
È considerata forma di acquacoltura anche la bivalvicoltura nella quale l'intervento dell'uomo è solitamente limitato a fornire un supporto meccanico adatto all'attecchimento degli organismi acquatici, per facilitarne lo sviluppo e il prelievo finale. Infatti nella produzione dei molluschi bivalvi, le fasi di ingrasso sono generalmente affidate alla disponibilità trofica dell'ambiente naturale. Il "seme", cioè il materiale più giovane da avviare all'ingrasso, è più frequentemente prelevato dal mare, ma in alcuni casi può essere prodotto artificialmente in appositi centri di riproduzione chiamati "schiuditoi". In queste strutture vengono prodotte grandi quantità di microalghe necessarie all'alimentazione dei bivalvi, fino al raggiungimento della dimensione adatta alla messa a dimora definitiva.

## Controversie
Alcuni scienziati e organizzazioni no-profit (quali Slow Food e Greenpeace)  contestano alcuni aspetti dell'acquacoltura, soprattutto di quella iperintensiva, che ricalcano sostanzialmente le problematiche degli allevamenti industriali intensivi: sovraffollamanto di animali, possibilità di amplificare la presenza di agenti patogeni e di diffonderli nell'ambiente esterno, eccesso di deiezioni che modificano l'ecosistema, provocando danni ambientali e talvolta scarso rispetto per il benessere animale.

## Aspetti positivi
Tuttavia, proprio per motivi ambientali e di sostenibilità, la FAO indica l'acquacoltura come una fondamentale opportunità per fornire risorse alimentari alla popolazione mondiale, soprattutto per una maggiore diversificazione della dieta, non solo a beneficio dei paesi più poveri, ma anche per sostenere i consumi dei paesi occidentali, in considerazione della costante riduzione degli stock ittici naturali. Altri aspetti interessanti del prodotto proveniente da acquacoltura sono la rintracciabilità e la sua sicurezza alimentare, soprattutto per quanto riguarda il rischio di bioaccumulo di alcuni contaminanti ambientali quali i metalli pesanti, i PCB e le diossine, che tendono a concentrarsi attraverso la catena alimentare acquatica, particolarmente nelle specie ittiche bentoniche e pelagiche di grandi dimensioni quali ad esempio i tonni, i pesci spada, la rana pescatrice, alcuni squali e razze.